# Blaže Todorovski
Blaže Todorovski (în macedoneană: Блаже Тодоровски; n. 1 iunie 1985, Skopje, Iugoslavia) este un fotbalist macedonean care evoluează în prezent la clubul KF Shkëndija. De-a lungul carierei a mai jucat la echipele FK Sileks Kratovo, Dinamo București, Gloria Bistrița și FK Renova.

## Palmares

### Club
Renova
- Prima Ligă Macedoneană: 2009–10

Rabotnički
- Prima Ligă Macedoneană: 2013–14
- Cupa Macedoniei: 2013–14, 2014–15